# AIM-120 AMRAAM
AIM-120 AMRAAM (Advanced Medium-Range Air-to-Air Missile - AMRAAM) (được đọc là "am-ram") là một tên lửa không đối không ngoài tầm nhìn (BVRAAM) hoạt động mọi thời tiết do Mỹ sản xuất. Tên lửa có đường kính 18 cm và được trang bị một hệ thống dẫn đường bằng radar chủ động. Tên lửa có khả năng bắn bắn và quên, không giống như loại AIM-7 Sparrow cần được dẫn đường từ máy bay. Khi một tên lửa AMRAAM được phóng, các phi công NATO sẽ sử dụng mã giao tiếp là "Fox three".
AMRAAM là loại tên lửa đối không ngoài tầm nhìn phổ biến nhất trên thế giới; tính đến năm 2008 đã có hơn 14,000 tên lửa được sản xuất cho Không quân Hoa Kỳ, Hải quân Hoa Kỳ và hơn 33 quốc gia khác. Tên lửa cũng đã một vài lần bắn hạ thành công các máy bay trong các cuộc xung đột tại Iraq, Bosnia, Kosovo, Ấn Độ và Syria.

### Yêu cầu đặt ra

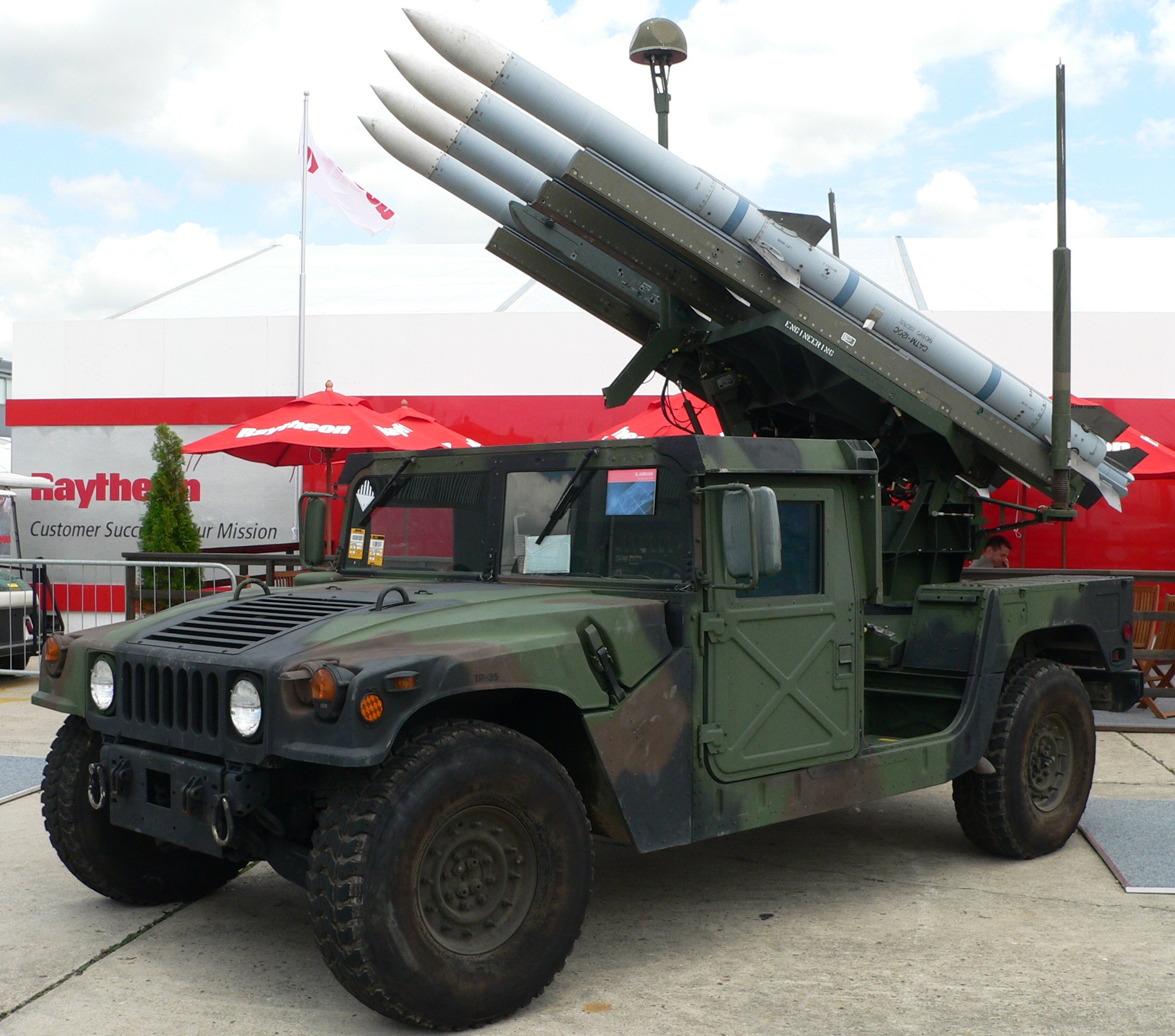
Phiên bản tên lửa đất dối không CATM-120C

## Phát triển

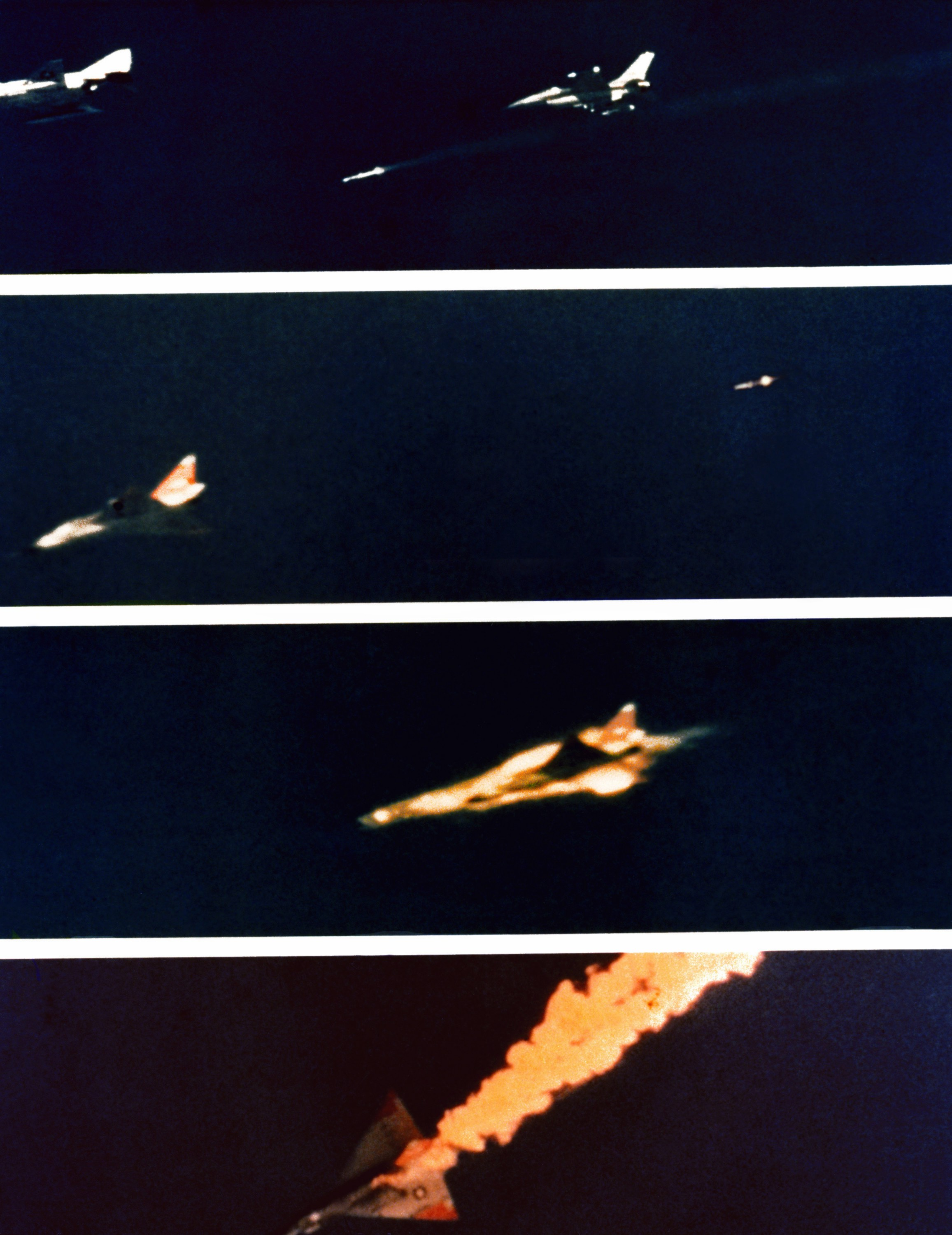
Phát bắn thử nghiệm thành công đầu tiên tại Trường bắn tên lửa White Sands, New Mexico, 1982

### Các giai đoạn đánh chặn

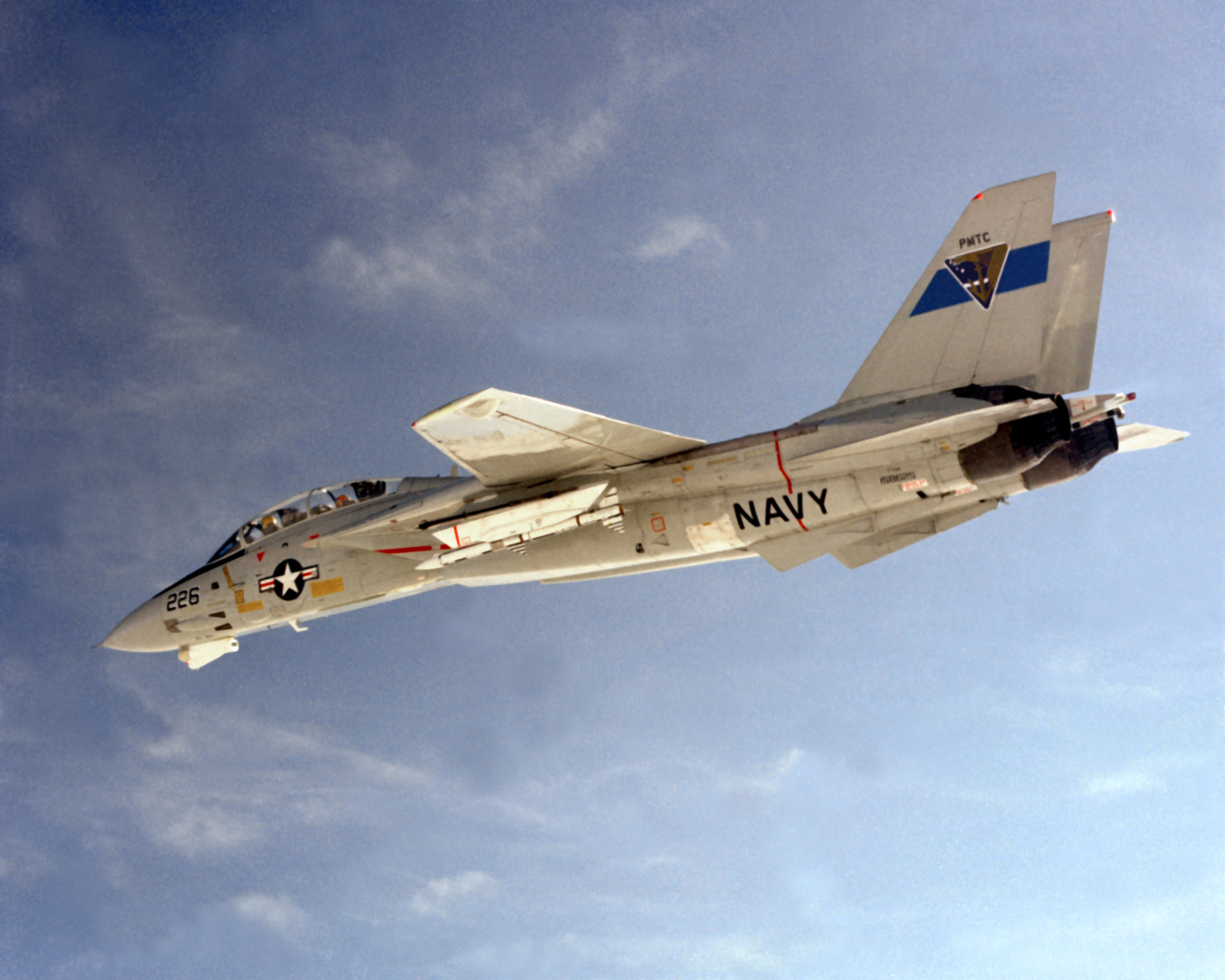
Một chiếc Grumman F-14 Tomcat mang tên lửa AMRAAM trong một cuộc thử nghiệm năm 1982

## Các biến thể và nâng cấp

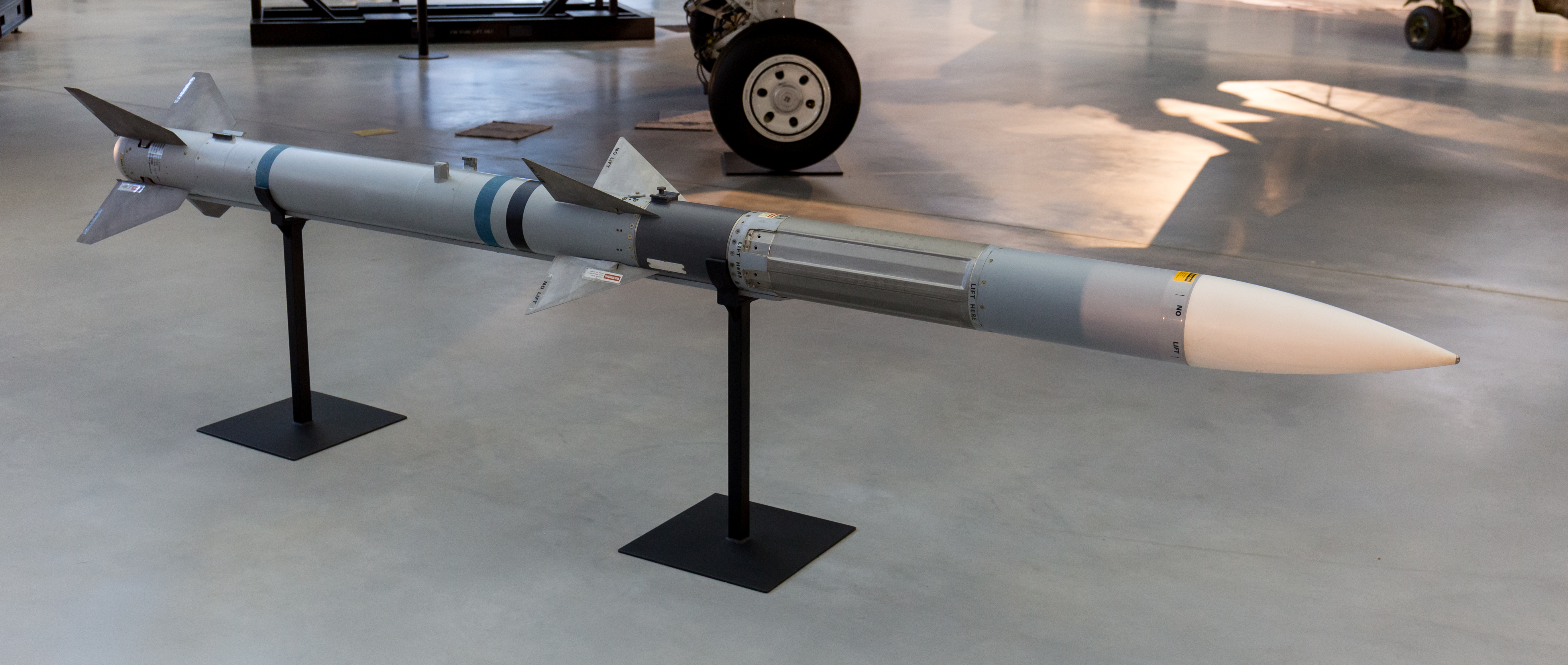
Một tên lửa AIM-120 AMRAAM được trưng bày tại Bảo tàng Hàng không và Vũ trụ Quốc gia Smithsonian

### Phiên bản tên lửa không đối không

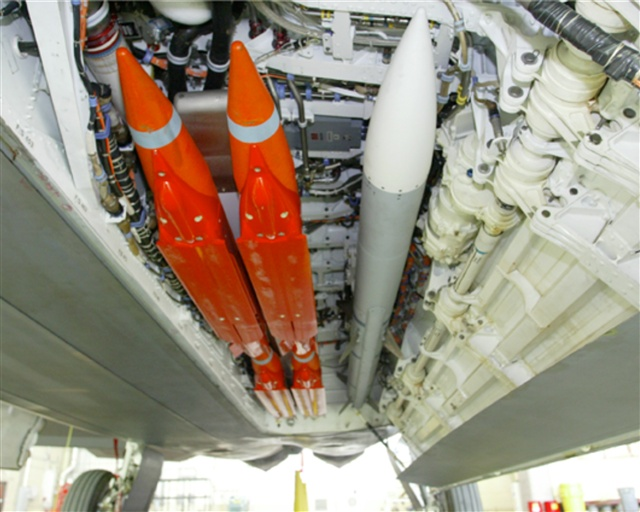
Tên lửa AIM-120 AMRAAM (bên phải) gắn ở trong khoang vũ khí của F-22 Raptor

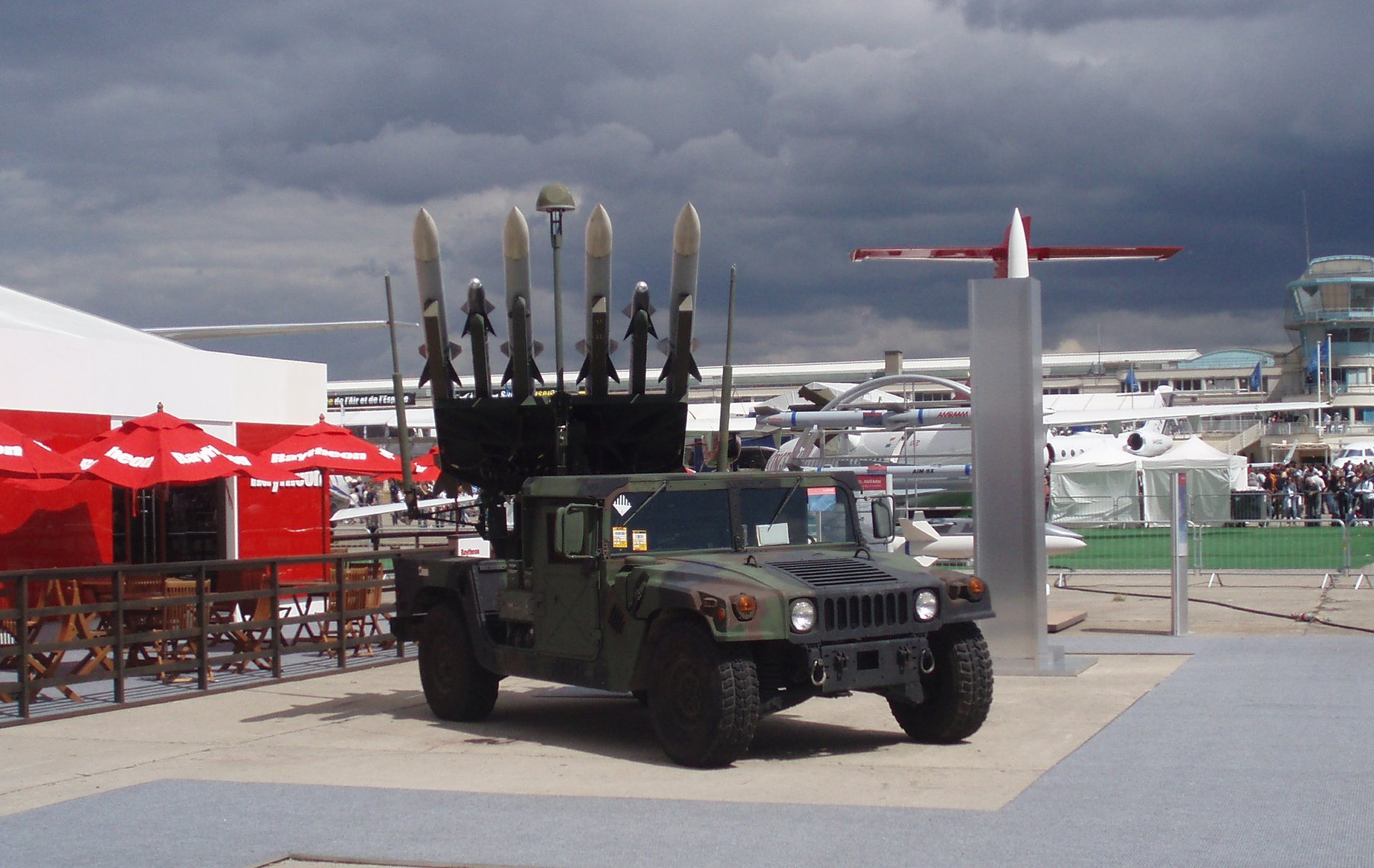
Xe phóng mang 4 tên lửa SL-AMRAAM trên khung gầm xe HMMVV

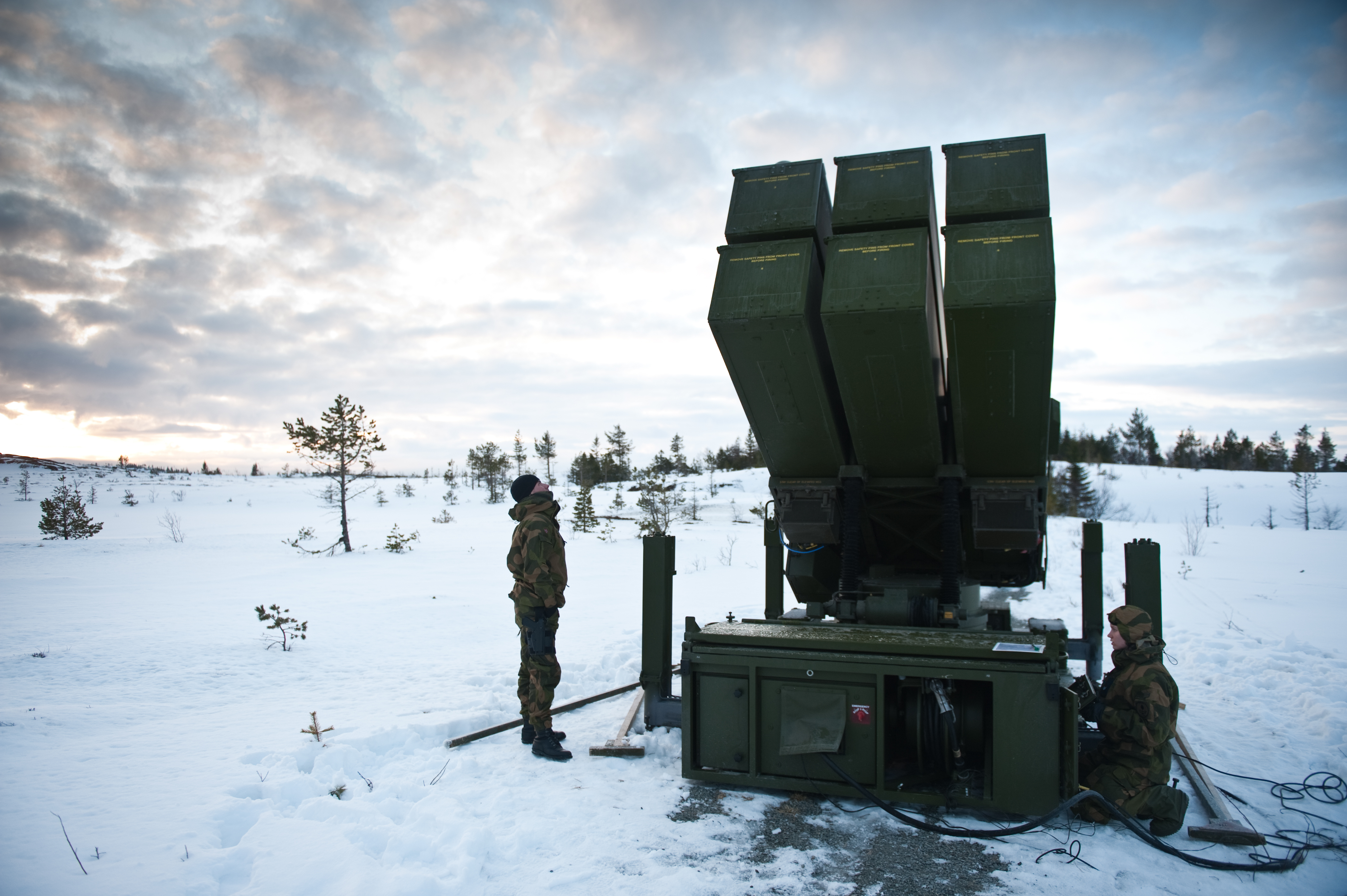
Bệ phóng của hệ thống NASAMS

### Phiên bản tên lửa đất đối không

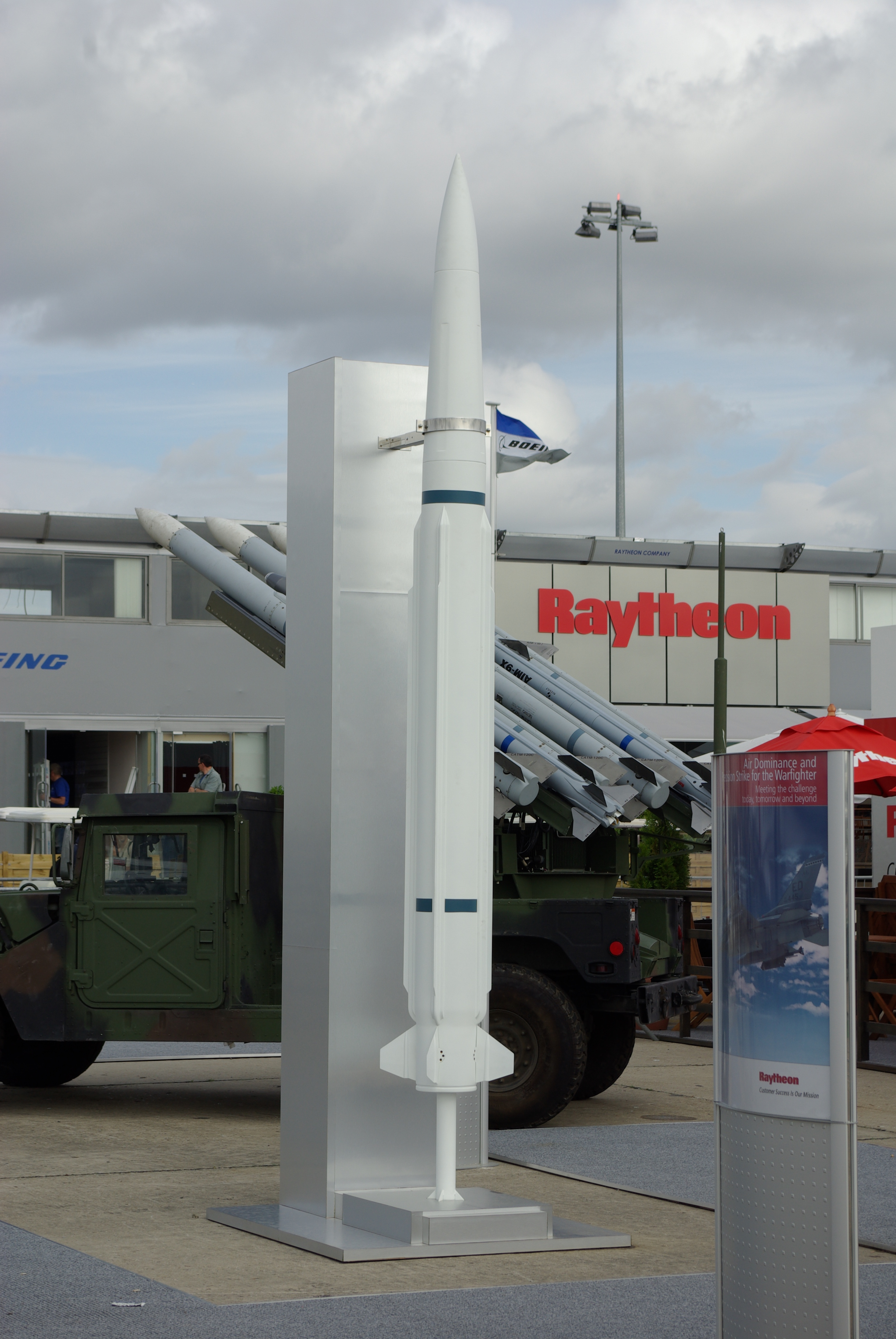
Tên lửa AMRAAM-ER

### Các quốc gia hiện đang vận hành

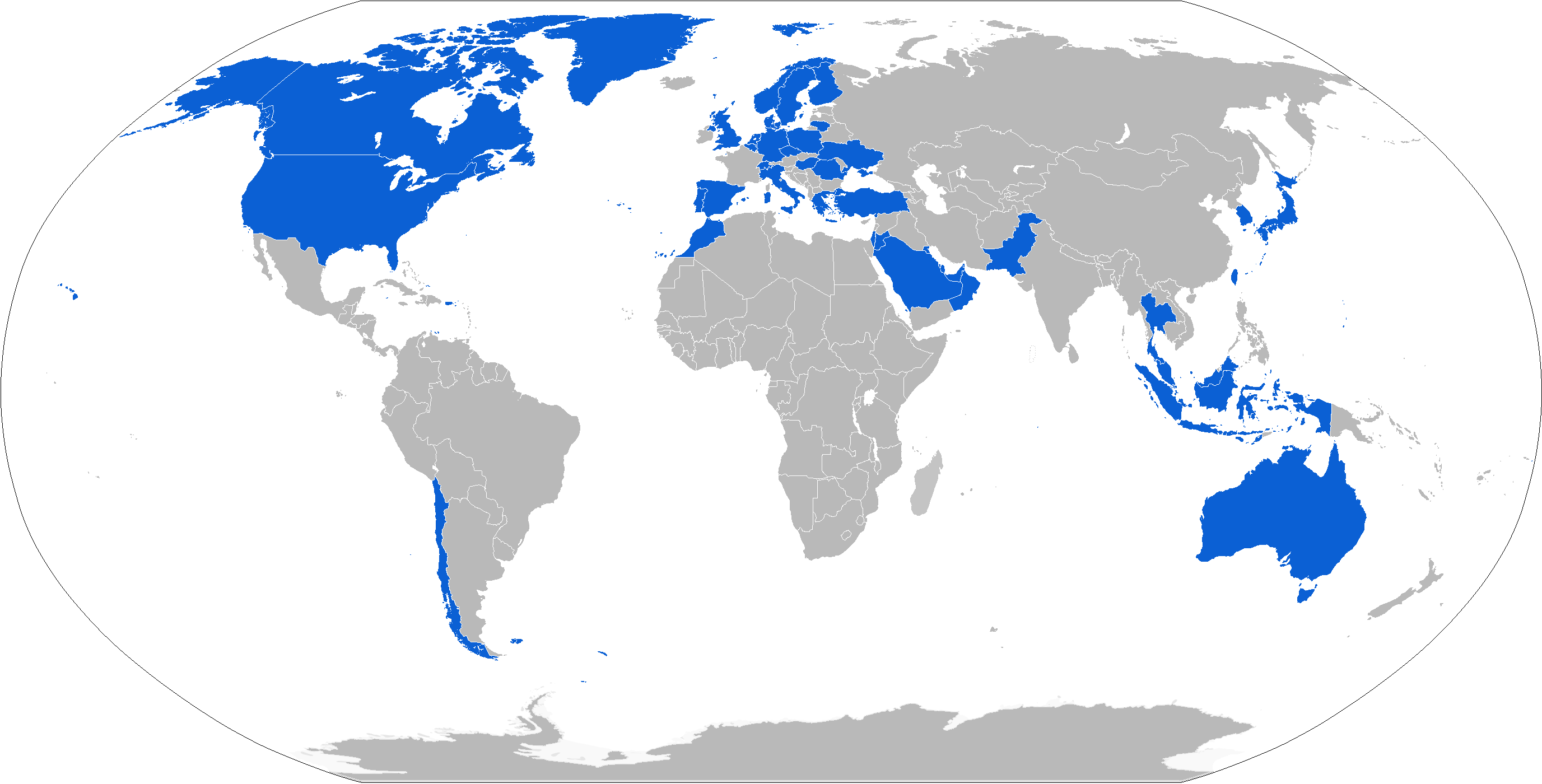
Bản đồ các quốc gia vận hành